# Jamboree on the Air

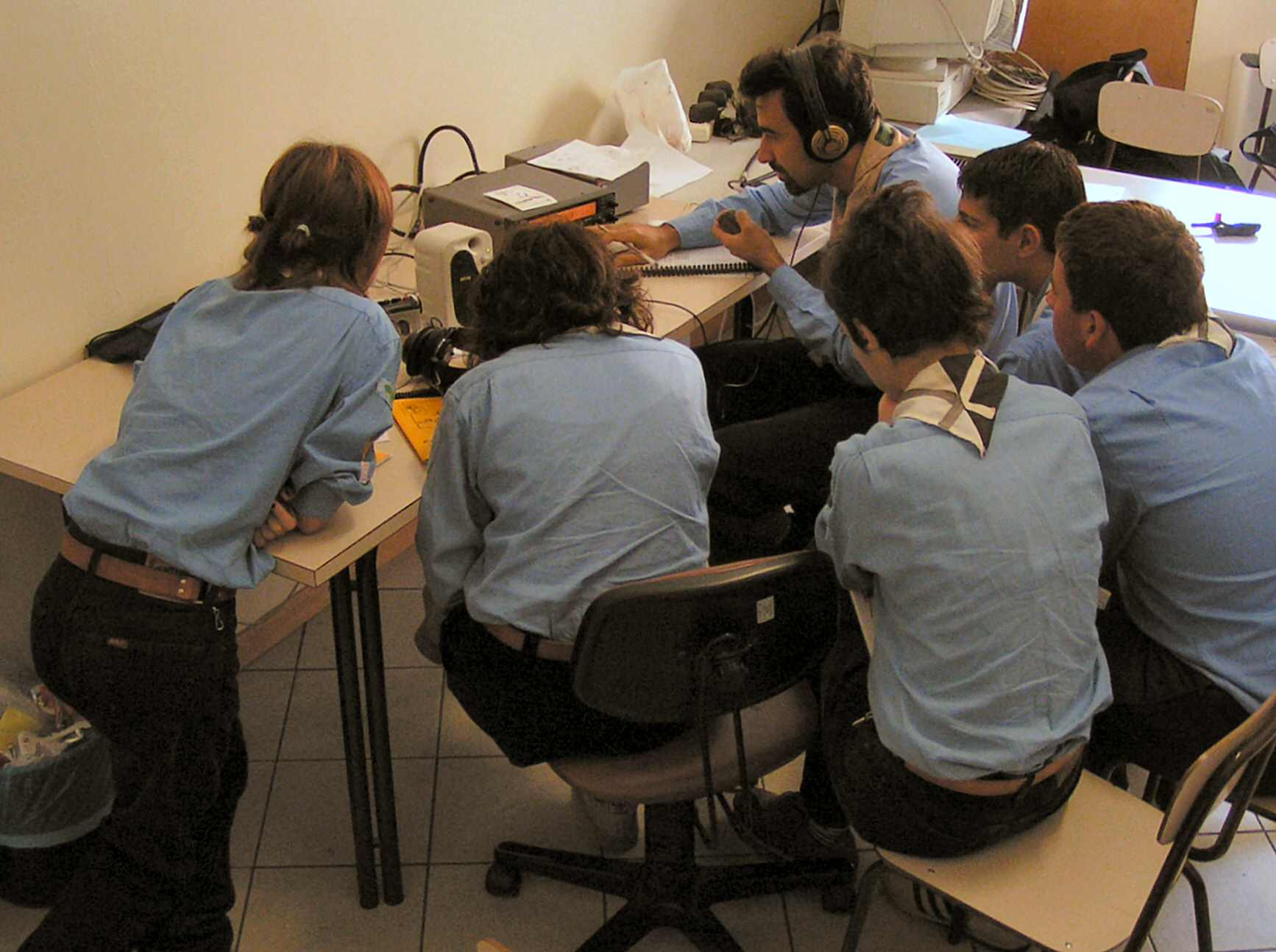
Meistens werden die Kontakte über Kurzwellenfunk hergestellt

Jamboree on the Air (JOTA) ist eine Veranstaltung der internationalen Pfadfinder-Bewegung und wird am dritten Wochenende im Oktober veranstaltet. Dabei werden mit Hilfe von Amateurfunkstationen Verbindungen zwischen den einzelnen Pfadfindergruppen hergestellt. Die Funkstationen machen es möglich, dass Pfadfindergruppen über Grenzen und Kontinente hinweg miteinander sprechen, schreiben oder auch Bilder austauschen können. Diese Kontakte führen vielfach zu Freundschaften, die lange bestehen bleiben. Meistens werden Kurzwellenfunkverbindungen eingesetzt. Dadurch sind Kontakte über große Entfernungen, ja weltweit möglich. Der Begriff „Jamboree“ kommt aus dem Englischen und bezeichnet ein Großlager der Pfadfinder.
Die Veranstaltung findet seit 1957 jährlich statt. 2017 nahmen 1,5 Millionen Pfadfinder aus 160 Staaten an der Veranstaltung teil und ist damit die größte Pfadfinder-Veranstaltung weltweit. Sie startet am Freitagabend und endet am Sonntagnachmittag.